# Dexia
Dexia – belgijsko-francuska instytucja finansowa obsługująca przede wszystkim finanse publiczne (rządowe i samorządowe) – „bank sektora publicznego”. Spółka wchodzi w skład indeksu paryskiego CAC 40 i belgijskiego Bel 20. Siedzibą spółki jest Bruksela. Dexia powstała w 1996 r. z fuzji belgijskiego Crédit Communal de Belgique i francuskiego Crédit Local de France.
W czasie światowego kryzysu finansowego 2008/2009 – grupa Dexia znalazła się w bardzo trudnej sytuacji finansowej. Od września 2008 na europejskich giełdach zaczęła drastycznie spadać wartość akcji grupy – z początkowych ok. 10 EUR do rekordowo niskiej wartości 1,9 EUR 5 marca 2009. Było to związane z ogłoszeniem przez grupę dramatycznie złego wyniku finansowego za rok 2008 (strata rzędu 3,3 miliarda EUR). Grupa uzyskała jednak silne wsparcie rządów Belgii, Francji i Luksemburga, które wsparły ją bezpośrednim zastrzykiem finansowym w łącznej wysokości 6,3 miliarda EUR, oraz gwarancjami rządowymi na łączną kwotę do 150 miliardów EUR oraz ogłosiła plan głębokiej restrukturyzacji, polegający m.in. na zwolnieniu ponad 1500 pracowników. W efekcie, pod koniec 2009 r. wartość akcji grupy podniosła się do poziomu 4,5 EUR.
W 2010 Grupa uzyskała aprobatę Komisji Europejskiej planu dalszej restrukturyzacji, polegającej na skurczeniu Grupy o ok. 1/4 (m.in. poprzez wycofanie udziałów z Dexia Crediop, Dexia Sabadell, Dexia Banka Slovensko) do roku 2014, przy jednoczesnym zachowaniu aktywności inwestycyjnej w Turcji oraz rezygnacji do końca 2010 r. z gwarancji rządowych.
W Polsce funkcjonował bank o nazwie Dexia Kommunalkredit Bank Polska, którego pierwszym akcjonariuszem był Dexia Crédit Local, a który obecnie należy wyłącznie do Dexia Kommunalkredit Bank AG w Wiedniu i jest samodzielnie finansującą się instytucją. W marcu 2013 r. 100% akcji Dexia Kommunalkredit Bank Polska został kupiony przez Getin Noble Bank S.A. za 70% wartości księgowej netto Dexii.